# 1844 en Italie
Chronologie de l'Italie
- 1840
- 1841
- 1842
- 1843
- 1844
- 1845
- 1846
- 1847
- 1848

## Événements

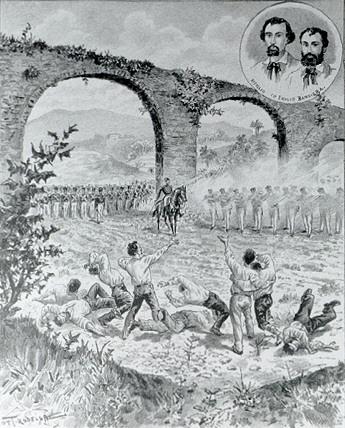
25 juillet : exécution des frères Bandiera.

- 25 juillet : échec d’une tentative insurrectionnelle des frères Bandiera à Cosenza en Calabre[1], initiative déconseillée par Mazzini. Les échecs achèvent de discréditer Mazzini, qui se trouve contesté sur sa droite et sur sa gauche par des hommes comme Nicola Fabrizi, Luigi Carlo Farini ou Giuseppe Ricciardi (it).
- 3 novembre : inondations à Florence[2].
- 25 novembre : mariage à Naples du duc d'Aumale avec Marie-Caroline de Bourbon-Siciles[3].
- 28 novembre : traité secret de Florence entre la Toscane, Lucques et Modène en cas de réversion de Parme[4].

## Culture

### Littérature

#### Livres parus en 1844
- Delle speranze d’Italia, ouvrage de Cesare Balbo, qui pense qu’après l’écroulement de l’Empire ottoman l’Autriche pourrait s’étendre dans les Balkans à condition de céder en compensation la Lombardie au Piémont[5]. En attendant, les souverains seraient tenus d’adopter en solution transitoire un régime consultatif, de renforcer l’armée et la marine, de promouvoir l’activité économique  et culturelle, et créer un réseau ferroviaire unifié et une union douanière.

### Musique

#### Opéras créés en 1844
- 18 janvier : Première représentation au Teatro San Carlo de Naples de Caterina Cornaro de Gaetano Donizetti.
- 9 mars : A la Fenice de Venise, première de l'opéra de Giuseppe Verdi, Ernani.
- 3 novembre : Création de I due Foscari, opéra en trois actes de Giuseppe Verdi, sur un livret de Francesco Maria Piave, au Teatro Argentina de Rome

## Naissances en 1844
- 19 janvier : Salvatore Cognetti de Martiis, universitaire, économiste, journaliste et patron de presse, actif dans la deuxième moitié du XIXe siècle. († 8 juin 1901)
- 27 janvier : Giacomo Di Chirico, peintre italien de l'école napolitaine du XIXe siècle. († 26 décembre 1883)
- 7 février : Virginia Marini, actrice de théâtre de renom, qui se produit sur les plus grandes scènes italiennes. († 25 juin 1918)
- 25 février : Eugenio Geiringer, architecte et ingénieur, qui eu une grande influence sur l'architecture de la ville de Trieste. († 18 novembre 1904)
- 14 mars : Humbert de Savoie, roi d'Italie de 1878 à 1900. († 29 juillet 1900).
- 7 juin : Giovanni Battista Melzi, érudit, lexicographe et encyclopédiste. († 17 septembre 1911)
- 29 juin : Federico Peliti, entrepreneur, photographe et sculpteur. († 28 octobre 1914)
- 31 juillet : Ignazio Guidi, orientaliste italien, spécialiste des langues sémitiques, professeur d'hébreu et de langues sémitiques comparées à La Sapienza. († 18 avril 1935)

## Décès en 1844
- 21 mai : Giuseppe Baini, compositeur et chef de chœur. (° 21 octobre 1775)
- 2 septembre : Vincenzo Camuccini, 73 ans, peintre et lithographe  néoclassique du début du XIXe siècle, spécialisé dans les sujets religieux ou historiques. (° 22 février 1771)